# Small Science
La Small Science (ou Little Science) est un type de science qui est réalisée sans investissements importants, par des chercheurs travaillant seuls ou par de petites équipes.
Ce type de science est en opposition à la Big Science qui requiert des investissements et des équipes importants.

## Historique
La très grande majorité des recherches effectuées avant la Seconde Guerre mondiale peut être considérée comme de la Small Science.
Par exemple, Albert Einstein a développé sa théorie de la relativité dans ses temps libres tout en travaillant à temps plein dans un bureau des brevets.

## L'importance de la Small Science
La Small Science contribue à définir les objectifs et les orientations des projets scientifiques à grande échelle (la Big Science). Aussi, les résultats des projets de grande envergure sont souvent mieux synthétisés et interprétés par les efforts à long terme de la communauté de la Small Science. De plus, comme les projets de la Small Science sont généralement effectués dans les universités, ils permettent aux étudiants et aux jeunes chercheurs de s'impliquer dans la définition et la résolution de problèmes scientifiques. Ainsi, la Small Science peut être considérée comme un facteur important pour rapprocher la science et la société.
James M. Caruthers, un professeur de génie chimique à l'Université Purdue, a écrit dans la revue Chronicle for Higher Education (en) que les données générées par la Big Science sont hautement organisées, car les chercheurs les organisent avant même qu'elles ne commencent à sortir des instruments, ce qui les rend plus faciles à gérer, à comprendre et à archives. Par contraste, les données de la Small Science sont « horriblement hétérogènes » et beaucoup plus vastes. Dans le temps, la Small Science génère deux à trois fois plus de données que la Big Science.
L'Union américaine de géophysique souligne l'importance de la Small Science dans un énoncé de position.

## Référence
1. ↑  Lost in a Sea of Science Data http://chronicle.com/article/Lost-in-a-Sea-of-Science-Data/9136
2. ↑  The Need for Balance between Small and Large Science, available at http://www.agu.org/sci_pol/positions/smallsci.shtml

## Source de la traduction
- (en) Cet article est partiellement ou en totalité issu de l’article de Wikipédia en anglais intitulé « Small Science » (voir la liste des auteurs).